# Snip
Snip (1736 – 8. Mai 1757) war ein britisches Rennpferd und Zuchthengst der Rasse Englisches Vollblut. Snip war nur einmal im Laufe seiner Rennkarriere erfolgreich. Er wurde nach Abschluss seiner Rennlaufbahn jedoch zu einem erfolgreichen Zuchthengst. Zu seinem wichtigsten Nachkommen zählt sein Sohn Snap, der in seinen vier Rennen ungeschlagen blieb und ein mehrfacher Champion der Vaterpferde in England und Irland wurde.

## Abstammung

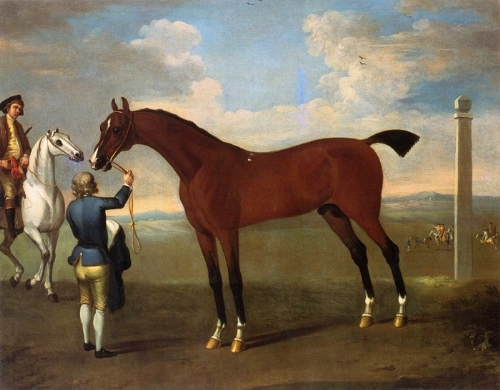
Flying Childers

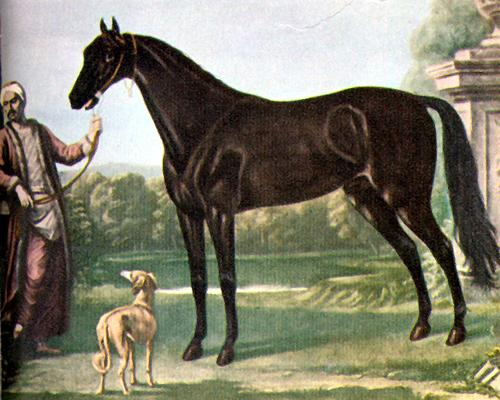
Byerley Turk

Snip war ein Brauner, der auf dem Gestüt von William Cavendish, 3. Duke of Devonshire gezogen wurde. Sein Vater war der Hengst Flying Childers, der wiederum von Darley Arabian abstammte. Dieser Hengst war 1704 von dem Kaufmann Thomas Darley aus Syrien exportiert worden und war auf dem Landsitz Aldby Park, Buttercrambe von der Darley-Familie als Zuchthengst eingesetzt worden. Einige seiner frühen Nachkommen waren bei Rennen erfolgreich und erregten die Aufmerksamkeit des Züchters Leonard Childers, der zu den wenigen Züchtern außerhalb der Familie Childers gehörte, der Stuten von Darley Arabian decken ließ. Aus der ersten Anpaarung von der Stute Betty Leedes und Dailey Arabian stammt Flying Childers, der in seiner Rennkarriere ungeschlagen blieb. Er wurde nach Abschluss seiner Rennlaufbahn an den 1729 verstorbenen William Cavendish, 2. Duke of Devonshire verkauft, der seinem Sohn unter anderem diesen Zuchthengst vererbte.
Auf mütterlicher Seite geht Snip mit Byerley Turk und Curwen’s Bay Barb ebenfalls auf Gründungsväter des Englischen Vollbluts zurück. 1688 gehörte Byerley Turk zur Beute, die nach der Schlacht bei Buda dem türkischen Heer abgenommen wurde. Anschließend diente er seinem neuen Besitzer und Namensgeber, Colonel Robert Byerley, als Kavalleriepferd und kam im Krieg König Wilhelms III. von England gegen Jakob II. in Irland zum Einsatz. Spätestens ab 1701 stand der Hengst zur Zucht in den Gestüten von Colonel Byerley. Der circa 1690 geborene Curwen’s Bay Barb war ursprünglich ein Geschenk des marokkanischen Königs Mulai Ismail an den französischen König Ludwig XIV. gewesen. Ähnlich wie rund 40 Jahre später der Hengst Godolphin Arabian weckte das Pferd am französischen Hof wenig Begeisterung und wurde verkauft. Er war damit einer von rund 200 Hengsten aus Nordafrika, der Levante oder der Türkei, die in den sechs Jahrzehnten nach 1650 nach England gelangten.

## Rennkarriere
Snip lief sein erstes Rennen im Jahr 1741 in Suffolk, wo er sich gegen fünf andere Pferde durchsetzen könnte. Er lief auch Rennen in der für seine Pferderennen bekannten Stadt Newmarket, blieb aber hier erfolglos.

## Zuchtkarriere
Trotz seiner nur mäßig erfolgreichen Rennkarriere fand Slip auf Grund seiner Abstammung und seines Exterieurs Gegenliebe. Er stand als Zuchthengst auf einem Gestüt in Northumberland. Zu seinen Nachkommen zählt der in Rennen ungeschlagene Snap, der viermal Champion der Vaterpferde von Großbritannien und Irland wurde. zu den weiteren Nachkommen zählen Prince T'Quassaw, Judgement, Fribble, Swiss und Havannah. Slip starb am 8. Mai 1757.
Heute gehen allein in der väterlichen Linie auf den Hengst Darley Arabian 95 % aller englischen Vollblüter zurück. Daran ist Snip und sein Vater Flying Childers jedoch nur in geringem Maße beteiligt. Der erfolgreichere Vererber unter den Nachkommen von Darley Arabian ist Bleeding Childers, ein Vollbruder von Flying Childers, zu dessen Nachkommen unter anderem der Ausnahmehengst Eclipse gehört.

## Pedigree
| Vater Flying Childers (GB) 1715 | Darley Arabian       | (unknown)         | (unknown)                      |
| Vater Flying Childers (GB) 1715 | Darley Arabian       | (unknown)         | (unknown)                      |
| Vater Flying Childers (GB) 1715 | Darley Arabian       | (unknown)         | (unknown)                      |
| Vater Flying Childers (GB) 1715 | Darley Arabian       | (unknown)         | (unknown)                      |
| Vater Flying Childers (GB) 1715 | Betty Leedes         | Careless          | Spanker                        |
| Vater Flying Childers (GB) 1715 | Betty Leedes         | Careless          | Barb mare                      |
| Vater Flying Childers (GB) 1715 | Betty Leedes         | Cream Cheeks      | Leedes Arabian                 |
| Vater Flying Childers (GB) 1715 | Betty Leedes         | Cream Cheeks      | Spanker mare                   |
| Mutter Basto mare (GB)          | Basto                | Byerley Turk      | (unknown)                      |
| Mutter Basto mare (GB)          | Basto                | Byerley Turk      | (unknown)                      |
| Mutter Basto mare (GB)          | Basto                | Bay Peg           | Leedes Arabian                 |
| Mutter Basto mare (GB)          | Basto                | Bay Peg           | Spanker mare                   |
| Mutter Basto mare (GB)          | Curwen Bay Barb mare | Curwen’s Bay Barb | (unknown)                      |
| Mutter Basto mare (GB)          | Curwen Bay Barb mare | Curwen’s Bay Barb | (unknown)                      |
| Mutter Basto mare (GB)          | Curwen Bay Barb mare | Curwen Spot mare  | Curwen Spot                    |
| Mutter Basto mare (GB)          | Curwen Bay Barb mare | Curwen Spot mare  | White-legged Lowther Barb mare |

## Einzelbelege
1. 1 2  The General Stud Book. J. S. Skinner, Baltimore, 1834 (google.com [abgerufen am 15. Januar 2013]).
2. ↑  Flying Childers. Bloodlines.net, abgerufen am 17. September 2017.
3. ↑  McGrath: Mr. Darley's Arabian. Kapitel The cross strains now in being are without end, E-Book Position 583.
4. ↑  William Pick, R. Johnson: The Turf Register. A. Bartholoman, High-Ousegate, 1803.
5. ↑  Archivierte Kopie (Memento des Originals vom 11. März 2007 im Internet Archive)  Info: Der Archivlink wurde automatisch eingesetzt und noch nicht geprüft. Bitte prüfe Original- und Archivlink gemäß Anleitung und entferne dann diesen Hinweis.
6. ↑   95% of thoroughbreds linked to one superstud In: New Scientist, 6. September 2005
7. ↑   Geschichte des Englischen Vollbluts, hier zur Stute Old Morocco Mare, die die Mutterstute von Cream Cheeks ist. Aufgerufen am 22. September 2017